# Freycinetia schlechteri
Freycinetia schlechteri är en enhjärtbladig växtart som beskrevs av Otto Warburg. Freycinetia schlechteri ingår i släktet Freycinetia och familjen Pandanaceae. Inga underarter finns listade.